# デゼンツァーノ・デル・ガルダ
デゼンツァーノ・デル・ガルダ（伊: Desenzano del Garda）は、イタリア共和国ロンバルディア州ブレシア県にある都市であり、その周辺地域を含む人口約2万9000人の基礎自治体（コムーネ）。
ガルダ湖の南西端に位置する都市で、県都ブレシアに次いで県内第二位のコムーネ人口を有する。ミラノとヴェネツィアを結ぶ鉄道路線と高速道路が走っており、ガルダ湖周辺を訪れる際には玄関口となる。

## 地理

### 位置・広がり
ブレシア県の東部、ガルダ湖畔に位置するコムーネである。県都ブレシアから東南東へ26km、ヴェローナから西へ36km、マントヴァから北北西へ40km、州都ミラノからは東へ105km、ヴェネツィアからは西へ139kmの距離にある。

#### 隣接コムーネ
隣接するコムーネは以下の通り。括弧内のVRはヴェローナ県所属を示す。
- ロナート・デル・ガルダ
- パデンゲ・スル・ガルダ
- ペスキエーラ・デル・ガルダ (VR)
- ポッツォレンゴ
- シルミオーネ

### 地震分類
イタリアの地震リスク階級 (it) では、2 に分類される
。

## 行政

### 分離集落
デゼンツァーノ・デル・ガルダには以下の分離集落（フラツィオーネ）がある。
- Rivoltella sul Garda (it)　リヴォルテッラ・スル・ガルダ
- San Martino della Battaglia (it)　サン・マルティーノ・デッラ・バッターリア
- Vaccarolo (it)　ヴァッカロロ

## 交通

### 道路
高速道路（アウトストラーダ）
- アウトストラーダ A4

### 鉄道
- ミラノ＝ヴェネツィア線 (it:Ferrovia Milano-Venezia) 
  - デゼンツァーノ・デル・ガルダ＝シルミオーネ駅 (it:Stazione di Desenzano del Garda-Sirmione)

所要時間はおおむね以下の通り。
- ミラノ中央駅から約1時間
- ヴェネチアから約2時間
- ヴェローナから約25分

## 姉妹都市・友好都市
- アンベルク（ドイツ）
- アンティーブ（フランス）
- ウィーナー・ノイシュタット（オーストリア）
- イーリャ・ド・サル（カーボベルデ）